# Орасіо Себальйос
Орасіо Себальйос молодший (ісп. Horacio Zeballos Jr.) — аргентинський тенісист, чемпіон Панамериканських ігор.

## Значні фінали

### Фінали турнірів Великого шолома

#### Пари: 4 (1 титул, 3 поразки)
| Результат | Рік      | Турнір               | Поверхня    | Партнер            | Супротивники                      | Рахунок                 |
| --------- | -------- | -------------------- | ----------- | ------------------ | --------------------------------- | ----------------------- |
| Поразка   | 2019     | US Open              | Хард        | Марсель Гранольєрс | Хуан Себастьян Кабаль Роберт Фара | 4-6, 5-7                |
| Поразка   | 2021     | Вімблдонський турнір | Трава       | Марсель Гранольєрс | Нікола Мектич Мате Павич          | 4–6, 6–7(5–7), 6–2, 5–7 |
| Поразка   | 2023     | Вімблдонський турнір | Трава       | Марсель Гранольєрс | Веслі Колгоф Ніл Скупскі          | 4–6, 4–6                |
| Перемога  | Тра 2025 | French Open          | Ґрунт (red) | Марсель Гранольєрс | Джо Солсбері Ніл Скупскі          | 6–0, 6–7(5–7), 7–5      |

### Підсумкові турніри року

#### Пари: 1 фінал
| Результат | Рік  | Турнір           | Поверхня   | Партнер            | Супротивники           | Рахунок  |
| --------- | ---- | ---------------- | ---------- | ------------------ | ---------------------- | -------- |
| Поразка   | 2023 | Фінал ATP, Турин | Тверде (i) | Марсель Гранольєрс | Ражів Рам Джо Солсбері | 3–6, 4–6 |

### Фінали турнірів серії Masters 1000

#### Пари: 8 титулів
| Результат | Рік  | Турнір               | Поверхня | Партнер            | Супротивники               | Рахунок            |
| --------- | ---- | -------------------- | -------- | ------------------ | -------------------------- | ------------------ |
| Перемога  | 2019 | Indian Wells Masters | Хард     | Нікола Мектич      | Лукаш Кубот Марсело Мело   | 4–6, 6–4, [10–3]   |
| Перемога  | 2019 | Canadian Open        | Хард     | Марсель Гранольєрс | Робін Гасе Веслі Колгоф    | 7–5, 7–5           |
| Перемога  | 2020 | Мастерс Рим          | Ґрунт    | Марсель Гранольєрс | Жеремі Шарді Фабріс Мартен | 6–4, 5–7, [10–8]   |
| Перемога  | 2021 | Мастерс Мадрид       | Ґрунт    | Марсель Гранольєрс | Нікола Мектич Мате Павич   | 1–6, 6–3, [10–8]   |
| Перемога  | 2021 | Мастерс Цинциннаті   | Тверде   | Марсель Гранольєрс | Стів Джонсон Остін Крайчек | 7–6(7–5), 7–6(7–5) |
| Перемога  | 2023 | Shanghai Masters     | Тверде   | Марсель Гранольєрс | Роган Бопанна Меттью Ебден | 5–7, 6–2, [10–7]   |
| Поразка   | 2024 | Indian Wells Masters | Тверде   | Марсель Гранольєрс | Веслі Колхоф Нікола Мектич | 6–7(2–7), 6–7(4–7) |
| Перемога  | 2024 | Italian Open (2)     | Ґрунт    | Марсель Гранольєрс | Марсело Аревало Мате Павич | 6–2, 6–2           |
| Перемога  | 2024 | Canadian Open (2)    | Тверде   | Марсель Гранольєрс | Ражів Рам Джо Солсбері     | 6–2, 7–6(7–4)      |

## Фінали туру ATP

### Одиночний розряд: 2 (1 титул, 1 поразка)
| Легенда                           |
| --------------------------------- |
| Турніри Великого шолома (0–0)     |
| Фінал ATP (0–0)                   |
| ATP World Tour Masters 1000 (0–0) |
| Тур ATP 500 (0–0)                 |
| Тур ATP 250 (1–1)                 |

| Титули за покриттям |
| ------------------- |
| Тверде (0–1)        |
| Ґрунт (1–0)         |
| Трава (0–0)         |

| Титули by setting |
| ----------------- |
| Під небом (1–0)   |
| У залі (0–1)      |

| Результат | В-П | Дата     | Турнір                     | Tier       | Покриття   | Опонент            | Рахунок                  |
| --------- | --- | -------- | -------------------------- | ---------- | ---------- | ------------------ | ------------------------ |
| Поразка   | 0–1 | Лис 2009 | St. Petersburg Open, Росія | 250 Series | Тверде (i) | Сергій Стаховський | 6–2, 6–7(8–10), 6–7(7–9) |
| Перемога  | 1–1 | Лют 2013 | Chile Open, Чилі           | 250 Series | Ґрунт      | Рафаель Надаль     | 6–7(2–7), 7–6(8–6), 6–4  |

### Парний розряд: 46 (25 титулів, 21 поразка)
| Легенда                           |
| --------------------------------- |
| Турніри Великого шолома (1–3)     |
| Фінал ATP (0–1)                   |
| ATP World Tour Masters 1000 (9–1) |
| Тур ATP 500 (3–1)                 |
| Тур ATP 250 (12–15)               |

| Титули за покриттям |
| ------------------- |
| Тверде (8–8)        |
| Ґрунт (16–9)        |
| Трава (1–3)         |

| Титули by setting |
| ----------------- |
| Під небом (23–17) |
| У залі (1–3)      |

| Результат | В-П   | Дата     | Турнір                                    | Tier         | Покриття    | Партнер            | Опоненти                             | Рахунок                 |
| --------- | ----- | -------- | ----------------------------------------- | ------------ | ----------- | ------------------ | ------------------------------------ | ----------------------- |
| Поразка   | 0–1   | Лют 2010 | Chile Open, Чилі                          | 250 Series   | Ґрунт       | Потіто Стараче     | Лукаш Кубот Олівер Марах             | 4–6, 0–6                |
| Перемога  | 1–1   | Лют 2010 | Argentina Open, Аргентина                 | 250 Series   | Ґрунт       | Себастьян Прієто   | Зімон Гройль Петер Лучак             | 7–6(7–4), 6–3           |
| Перемога  | 2–1   | Тра 2011 | BMW Open, Німеччина                       | 250 Series   | Ґрунт       | Сімоне Болеллі     | Андреас Бек Крістофер Кас            | 7–6(7–3), 6–4           |
| Поразка   | 2–2   | Вер 2013 | BMW Malaysian Open, Малайзія              | 250 Series   | Тверде (i)  | Пабло Куевас       | Ерік Буторак Равен Класен            | 2–6, 4–6                |
| Поразка   | 2–3   | Лют 2014 | Аргентина Open, Аргентина                 | 250 Series   | Ґрунт       | Пабло Куевас       | Марсель Гранольєрс Марк Лопес Таррес | 5–7, 4–6                |
| Перемога  | 3–3   | Лют 2016 | Brasil Open, Бразилія                     | 250 Series   | Ґрунт       | Хуліо Перальта     | Пабло Карреньо Буста Давід Марреро   | 4–6, 6–1, [10–5]        |
| Перемога  | 4–3   | Лип 2016 | Swiss Open Gstaad, Швейцарія              | 250 Series   | Ґрунт       | Хуліо Перальта     | Мате Павич Майкл Вінус               | 7–6(7–2), 6–2           |
| Перемога  | 5–3   | Сер 2016 | Atlanta Open, США                         | 250 Series   | Тверде      | Андрес Мольтені    | Юган Брунстрем Андреас Сільєстрем    | 7–6(7–2), 6–4           |
| Перемога  | 6–3   | Вер 2016 | Moselle Open, Франція                     | 250 Series   | Тверде (i)  | Хуліо Перальта     | Мате Павич Michael Venus             | 6–3, 7–6(7–4)           |
| Поразка   | 6–4   | Лют 2017 | Ecuador Open, Еквадор                     | 250 Series   | Ґрунт       | Хуліо Перальта     | Джеймс Серретані Філіпп Освальд      | 3–6, 1–2 ret.           |
| Перемога  | 7–4   | Кві 2017 | U.S. Men's Clay Court Championships, США  | 250 Series   | Ґрунт       | Хуліо Перальта     | Дастін Браун Френсіс Тіафо           | 4–6, 7–5, [10–6]        |
| Поразка   | 7–5   | Сер 2017 | Winston-Salem Open, США                   | 250 Series   | Тверде      | Хуліо Перальта     | Жан-Жульєн Роєр Горія Текеу          | 3–6, 4–6                |
| Поразка   | 7–6   | Вер 2017 | St. Petersburg Open, Росія                | 250 Series   | Тверде (i)  | Хуліо Перальта     | Роман Єбави Матве Мідделкоп          | 4–6, 4–6                |
| Поразка   | 7–7   | Січ 2018 | Brisbane International, Австралія         | 250 Series   | Тверде      | Леонардо Маєр      | Генрі Контінен Джон Пірс (тенісист)  | 6–3, 3–6, [2–10]        |
| Перемога  | 8–7   | Лют 2018 | Аргентина Open (2), Аргентина             | 250 Series   | Ґрунт       | Андрес Мольтені    | Хуан Себастьян Кабаль Роберт Фара    | 6–3, 5–7, [10–3]        |
| Перемога  | 9–7   | Лип 2018 | Swedish Open, Швеція                      | 250 Series   | Ґрунт       | Хуліо Перальта     | Сімоне Болеллі Фабіо Фоніні          | 6–3, 6–4                |
| Перемога  | 10–7  | Лип 2018 | Hamburg European Open, Німеччина          | 500 Series   | Ґрунт       | Хуліо Перальта     | Олівер Марах Мате Павич              | 6–1, 4–6, [10–6]        |
| Поразка   | 10–8  | Лют 2019 | Córdoba Open, Аргентина                   | 250 Series   | Ґрунт       | Максімо Гонсалес   | Роман Єбави Андрес Мольтені          | 4–6, 6–7(4–7)           |
| Перемога  | 11–8  | Лют 2019 | Аргентина Open (3), Аргентина             | 250 Series   | Ґрунт       | Максімо Гонсалес   | Дієго Шварцман Домінік Тім           | 6–1, 6–1                |
| Перемога  | 12–8  | Бер 2019 | Indian Wells Open, США                    | Masters 1000 | Тверде      | Нікола Мектич      | Лукаш Кубот Марсело Мело             | 4–6, 6–4, [10–3]        |
| Поразка   | 12–9  | Чер 2019 | Eastbourne International, Велика Британія | 250 Series   | Трава       | Максімо Гонсалес   | Хуан Себастьян Кабаль Robert Farah   | 6–3, 6–7(4–7), [6–10]   |
| Поразка   | 12–10 | Лип 2019 | Swedish Open, Швеція                      | 250 Series   | Ґрунт       | Федеріко Дельбоніс | Сандер Жіє Йоран Вліґен              | 7–5(7–5), 5–7, [5–10]   |
| Перемога  | 13–10 | Сер 2019 | Мастерс Канада, Канада                    | Masters 1000 | Тверде      | Марсель Гранольєрс | Робін Гаасе Веслі Колгоф             | 7–5, 7–5                |
| Поразка   | 13–11 | Вер 2019 | Відкритий чемпіонат США з тенісу, США     | Grand Slam   | Тверде      | Марсель Гранольєрс | Хуан Себастьян Кабаль Robert Farah   | 4–6, 5–7                |
| Перемога  | 14–11 | Лют 2020 | Аргентина Open (4), Аргентина             | 250 Series   | Ґрунт       | Марсель Гранольєрс | Гільєрмо Дюран Хуан Ігнасіо Лондеро  | 6–4, 5–7, [18–16]       |
| Перемога  | 15–11 | Лют 2020 | Rio Open, Бразилія                        | 500 Series   | Ґрунт       | Марсель Гранольєрс | Сальваторе Карузо Федеріко Гайо      | 6–4, 5–7, [10–7]        |
| Поразка   | 15-12 | Вер 2020 | Austrian Open Kitzbühel, Австрія          | 250 Series   | Ґрунт       | Марсель Гранольєрс | Остін Крайчек Франко Шкугор          | 6–7(5–7), 5–7           |
| Перемога  | 16–12 | Вер 2020 | Мастерс Рим, Італія                       | Masters 1000 | Ґрунт       | Марсель Гранольєрс | Жеремі Шарді Фабріс Мартен           | 6–4, 5–7, [10–8]        |
| Поразка   | 16–13 | Бер 2021 | Abierto Mexicano TELCEL, Мексика          | 500 Series   | Тверде      | Марсель Гранольєрс | Кен Скупскі Ніл Скупскі              | 6–7(3–7), 4–6           |
| Перемога  | 17–13 | Тра 2021 | Мастерс Мадрид, Іспанія                   | Masters 1000 | Ґрунт       | Марсель Гранольєрс | Нікола Мектич Мате Павич             | 1–6, 6–3, [10–8]        |
| Поразка   | 17–14 | Лип 2021 | Вімблдонський турнір, Велика Британія     | Grand Slam   | Трава       | Марсель Гранольєрс | Нікола Мектич Мате Павич             | 4–6, 6–7(5–7), 6–2, 5–7 |
| Перемога  | 18–14 | Сер 2021 | Мастерс Цинциннаті, США                   | Masters 1000 | Тверде      | Марсель Гранольєрс | Стів Джонсон Аустін Крайчек          | 7–6(7–5), 7–6(7–5)      |
| Поразка   | 18–15 | Лют 2022 | Аргентина Open, Аргентина                 | 250 Series   | Ґрунт       | Фабіо Фоньїні      | Сантьяго Гонсалес Андрес Мольтені    | 1–6, 1–6                |
| Перемога  | 19–15 | Чер 2022 | Halle Open, Німеччина                     | 500 Series   | Трава       | Марсель Гранольєрс | Тім Пюц Michael Venus                | 6–4, 6–7(5–7), [14–12]  |
| Поразка   | 19–16 | Тра 2023 | Geneva Open, Швейцарія                    | 250 Series   | Ґрунт       | Марсель Гранольєрс | Джеймі Маррей Michael Venus          | 6–7(6–8), 6–7 (3–7)     |
| Поразка   | 19–17 | Лип 2023 | Wimbledon Championships, Велика Британія  | Grand Slam   | Трава       | Марсель Гранольєрс | Веслі Колхоф Ніл Скупскі             | 4–6, 4–6                |
| Перемога  | 20–17 | Жов 2023 | Мастерс Шанхай, КНР                       | Masters 1000 | Тверде      | Марсель Гранольєрс | Роган Бопанна Меттью Ебден           | 5–7, 6–2, [10–7]        |
| Поразка   | 20–18 | Лис 2023 | Фінал ATP, Італія                         | Tour Фінали  | Тверде (i)  | Марсель Гранольєрс | Ражів Рам Джо Солсбері               | 3–6, 4–6                |
| Поразка   | 20–19 | Січ 2024 | ATP Auckland Open, Нова Зеландія          | 250 Series   | Тверде      | Марсель Гранольєрс | Веслі Колхоф Нікола Мектич           | 3–6, 7–6(7–5), [7–10]   |
| Поразка   | 20–20 | Лют 2024 | Аргентина Open, Аргентина                 | 250 Series   | Ґрунт       | Марсель Гранольєрс | Сімоне Болеллі Андреа Вавассорі      | 2–6, 6–7(6–8)           |
| Поразка   | 20–21 | Бер 2024 | Indian Wells Masters, США                 | Masters 1000 | Тверде      | Марсель Гранольєрс | Веслі Колхоф Нікола Мектич           | 6–7(2–7), 6–7(4–7)      |
| Перемога  | 21–21 | Тра 2024 | Italian Open, Італія (2)                  | Masters 1000 | Ґрунт       | Марсель Гранольєрс | Марсело Аревало Мате Павич           | 6–2, 6–2                |
| Перемога  | 22–21 | Сер 2024 | Canadian Open, Канада (2)                 | Masters 1000 | Тверде      | Марсель Гранольєрс | Ражів Рам Джо Салісбері              | 6–2, 7–6(7–4)           |
| Перемога  | 23–21 | Кві 2025 | Romanian Open, Румунія                    | 250 Series   | Ґрунт       | Марсель Гранольєрс | Якоб Шнайттер Марк Вальнер           | 7–6(7–3), 6–4           |
| Перемога  | 24–21 | Кві 2025 | Mutua Madrid Open                         | ATP 1000     | Ґрунт (red) | Марсель Гранольєрс | Марсело Аревало Мате Павич           | 6–4, 6–4                |
| Перемога  | 25–21 | Тра 2025 | Відкритий чемпіонат Франції з тенісу      | Grand Slam   | Ґрунт (red) | Марсель Гранольєрс | Джо Солсбері Ніл Скупскі             | 6–0, 6–7(5–7), 7–5      |